# Jan Hrbatý
Jan Hrbatý, češki hokejist, * 20. januar 1942, Strážisko, Olomouc, Češkoslovaška, † 23. julij 2019.
Hrbatý je v svoji karieri igral le za klub Dukla Jihlava v češkoslovaški ligi, s katerim je osvojil sedem naslovov državnega prvaka, v sezonah 1966/67, 1967/68, 1968/69, 1969/70, 1970/71, 1971/72 in 1973/74.
Za češkoslovaško reprezentanco je nastopil na enih olimpijskih igrah, kjer je bil dobitnik srebrne medalje, ter dveh svetovnih prvenstvih (brez olimpijskih iger), kjer je bil obakrat dobitnik bronaste medalje. Za reprezentanco je skupno odigral 57-ih tekem, na katerih je dosegel petnajst golov.
Leta 2015 je bil sprejet v Češki hokejski hram slavnih.